# 桐田伶音
桐田 伶音（きりた れおん、1997年8月27日 - ）は、日本の俳優、モデル、TikToker、メンズアイドルグループ・NOCTARISMのメンバー。千葉県出身。オムニア所属。中央大学理工学部数学科卒業。愛称は、れおんぬ、れおんくん、おんぬ。

## 来歴
2017年 - 2018年の「MR CIRCLE CONTEST 2017-2018」にて審査員特別賞を受賞。ウェスタに所属、メンズダンスボーカルユニットVree2のメンバーとして芸能活動開始。
2019年1月に『夫婦明暮』で初舞台出演。
2019年ユニット解散、事務所を離籍。
2020年の第33回ジュノン・スーパーボーイ・コンテストにて、17,158人の応募者の中からBEST70に選ばれる。塾講師のアルバイト経験をもとにTikTokの先生シリーズで人気を獲得し、2022年3月にはTikTokフォロワー4万人越え。
2022年12月に株式会社オムニア所属。
2023年3月12日、メンズアイドルグループ「BubbLE」にてデビュー。BubbLEのファンネームは全体名称だと「BubbLer（ばぶらー）」、個人名称はバブちゃん。メンバーカラーは青。
2025年3月13日のワンマンライブでBubbLEの活動を終了。
2025年7月19日、新グループ「NOCTARISM」でデビュー。メンバーカラーは青。
舞台を中心に活躍中。

## 人物
中央大学理工学部数学科卒業。特技は声真似（ドナルドダック、くまのプーさん、スティッチ、平泉成）、殺陣、テニス（硬式テニス8年、軟式テニス6年）。
趣味はカメラ、カラオケ、ショッピング、カフェ巡り。
好きなものは服、コーヒー、東京ディズニーランド、カヌレ、モンブラン、ラーメン、焼肉。
得意な科目は数学、苦手な科目は社会、特に歴史。
活動の間にトレーニングジムで体を鍛えている。
れおんぬという愛称から、語尾にぬをつけた挨拶、「おはんぬ」「こんばんぬ」が定番。

## 出演

### 舞台
2019年
- 平成時代劇 片肌☆倶利伽羅紋紋一座「ざ☆くりもん」 『夫婦明暮』（1月4日 - 14日、シアターグリーン BASE THEATRE） - 熊さん 役[21] [注 3]
- ラビット番長 『桜歌』（4月5日 - 7日、柴崎道場）[22] [注 3]
- 少年Komplex 『進学Hi!SCHOOL!!』（7月3日 - 7日、コフレリオ 新宿シアター） - 樋口タツヒト 役[23]
- セカンドライフ 『シェアする女たち』（7月25日 - 28日、ザ☆キッチンNAKANO）[24]
- TBS SPARKLE×Age Global Networks 『Three Rage』（8月15日 - 18日、CBGKシブゲキ!!）[25]
- 『ピオフィオーレの晩鐘〜運命の白百合〜』（10月23日 -  27日、シアターサンモール）[26][27]
- 劇団SUTTHINEE 『オタッカーズ・ハイ』（11月27日 - 12月1日、バルスタジオ） - 山内 役[28][29]
- 『CHAIN〜因縁の連鎖〜』（12月26日 - 30日、浅草九劇）[30]

2020年
- 萬腹企画10杯目 『BUG BUG西遊記』[31]（2月26日 - 3月1日、ポケットスクエア ザ・ポケット） - 筋斗雲班 分身悟空[注 4]（悟空爺[注 5]） 役[32]
- 『天満月の猫』（4月29日 - 5月11日、シアター風姿花伝） - TEAM MIKE マックス 役[33] ※公演中止[34]
- 劇団SUTTHINEE 『星降る学校』（8月19日 - 23日、バルスタジオ）[35] ※公演中止[36]
- 萬腹企画 秋の特別公演 『Eバリアーズ』[37]（10月21日 - 25日、アトリエファンファーレ東新宿） - 古里シンジ 役

2021年
- 萬腹企画12杯目『みく×ぶれ 〜Mixed×Blessing〜』[38]（3月31日 - 4月4日、d-倉庫） - 夢ヶ原望 役[39]
- IKKAN作・演出 『Beautiful Runner』（4月21日 - 25日、CBGKシブゲキ!!）[40]
- Enthena 『あの頂上を目指して〜14年越しの奇跡〜』[41]（7月28日 - 8月1日、恵比寿・エコー劇場） -  藤川雄也 役[42]
- 劇団バルスキッチン 第16回公演 『歌舞伎町ビターナイト』[43]（9月29日 - 10月3日、バルスタジオ） - 成瀬とうま 役[44]
- 萬腹企画13杯目『音霊戦隊ディスクレンジャー』[45]（10月27日 - 31日、d-倉庫） - ミッドナイト・ラブ 役[46]
- 『河童の水際2021』[47]（12月8日 - 12日、バルスタジオ） - 及川卓 役[48]

2022年
- 劇団バルスキッチン第18回公演『どん底ボトムアウト』[49]（1月12日 - 16日、バルスタジオ） - 城島孝明 役 [50] ※公演延期[51]
- ソフトボイルド 『戦国送球〜バトルボールズ〜』[52]（2月23日 - 27日、CBGKシブゲキ!!） - 木村圭介 役[53]
- 劇団バルスキッチン第18回公演 『どぎまぎメモリアル』[54]（3月16日 - 21日、バルスタジオ） - 大道寺信宏 役[55]
- ソフトボイルド 『戦国送球バトルボールズ〜第二次真田合戦〜』[56]（4月6日 - 10日、シアター1010） - 木村圭介 役[57]
- 萬腹企画14杯目『ハガネノコドウ A-E』[58]（5月19日 - 22日、あうるすぽっと） - フィガロ 役[59]
- 劇団バルスキッチン第20回公演『親父のテイスティー』 [60]（7月13日 - 18日、バルスタジオ） - 今村英二 役[61] [注 6]
- 第13回 東出有貴プロデュース公演『夏のオムニバス』[62]（8月10日 - 14日、赤坂CHANCEシアター）
- 劇団バルスキッチン第21回公演『ほぼほぼ心霊スポット』[63]（9月14日 - 19日、バルスタジオ） - 高木義康 役[64]
- 萬腹企画15杯目『恋愛疾患特殊医療機 a-xブラスター』[65]（11月10日 - 13日、シアター・アルファ東京） - ミカエラ鏡華オリーブ 役[66]
- テオテスカトル朗読劇『七十億通りの心酔物語』[67]（11月26日 - 27日、CARA） - 新井誠人 役[68]
- UZR第6回本公演 『幾星霜、響く鐘』[69]（12月24日 - 28日、新宿御苑サンモールスタジオ） - 寺崎桐矢 役[70]

2023年
- SEPT presents 『FATALISM ≠ Re:Another story』[71]（2月23日 - 26日、こくみん共済coopホール スペース・ゼロ） - シン 役
- 劇団バルスキッチン第25回公演『どぎまぎメモリアル』〜まぎまぎブルーバージョン〜[72]（4月5日 - 9日、バルスタジオ） - 高橋陸 役[73]
- 萬腹企画16杯目『MAGIAGIA -マギアギア-』（4月27日 - 30日、あうるすぽっと） - マサヒロ、勇者アインス 役[74]
- ミュージカル『テニスの王子様』4thシーズン 青学vs六角[75] （7月15日 -  23日、TACHIKAWA STAGE GARDEN / 7月28日 - 8月6日、COOL JAPAN PARK OSAKA WWホール / 8月18日 - 20日、名古屋文理大学文化フォーラム（稲沢市民会館） 大ホール / 8月26日 - 9月3日、日本青年館ホール） - 黒羽春風 役[76]
- 2.5次元ナビ！シアターVol.2〜Show Must Go On〜（11月8日 - 12日、シアター・アルファ東京） - 金村 役[77][78]

2024年
- ミュージカル『テニスの王子様』4thシーズン 青学vs立海（1月13日 - 21日、TACHIKAWA STAGE GARDEN / 1月26日 - 2月3日、オリックス劇場 / 2月9日 - 11日、土岐市文化プラザ サンホール / 2月23日 - 3月2日、日本青年館ホール） - 黒羽春風 役 [79]
- 萬腹企画17杯目『封印壊除』[80]（3月24日、シアターグリーン BIG TREE THEATER） - 日替わりゲスト：早内巡査 役
- ミュージカル『テニスの王子様』4thシーズン Dream Live 2024 ～Memorial Match～[81]（5月25日 - 26日、神戸ワールド記念ホール、5月31日 -6月 2日、有明アリーナ） - 黒羽春風 役[82]
- 舞台『口笛』（7月23日 - 28日、シアター・アルファ東京）[83][84][85] - 新開 役[86]
- 舞台『私たち…』（8月31日 - 9月8日、赤坂RED/THEATER）[87] - 稲葉理玖 役[88]
- 朗読劇『文豪LETTERS』[89][90][91]（9月13日、北とぴあ　ドームホール）
- 舞台『覇権DO!!〜戦国高校天下布武〜』（11月1日 - 5日、シアター・アルファ東京） - タカシ 役[92][93]

2025年
- ミュージカル『テニスの王子様』4thシーズン 青学vs比嘉（1月11日 - 19日、日本青年館ホール / 1月25日 - 2月2日、梅田芸術劇場 メインホール / 2月8日 - 15日、TACHIKAWA STAGE GARDEN） - 黒羽春風 役[94]
- 舞台『初恋雨』〜恋々と、募る思い〜（6月4日 - 8日、劇場MOMO） - 野田潤 役[95]
- 『THE VILLAINS〜ダークフェルの悪夢〜』（7月9日 - 13日、六行会ホール） - アルフレッド・イングルソープ 役[96][97]
- 萬腹企画19杯目『恋愛疾患特殊医療機 a-xブラスター』(7月20日、六行会ホール） - 日替わりゲスト：アーク 役[98][99]
- 舞台『Late Summer Sunset』（9月11日 - 21日〈予定〉、テアトルBONBON)- 潮彩風汰役 役[100][101]
- 舞台『虚の王:‖』（2025年12月11日 - 18日〈予定〉、IMAホール）[102]

### イベント
- ACTORS☆LEAGUE in Baseball 2022（2022年8月22日、東京ドーム） - サポートメンバー（ボールボーイ）として参加[103]
- acoFESプレゼンツ 『俳優×俳優どうなりますか！？ライブ』[104]（2022年9月25日、ミューズモード音楽院 本館）
- 『天竺生地　vol.1』[105]（2022年10月1日、バルスタジオ）
- イケッチャオ‼︎vol.1[106]（2022年10月22日 - 23日、新宿４４ファンタジーホール）
- 『安達健太郎と役者が漫才とトークするLIVE』[107] [108]（2023年1月15日、GEKIBA）
- 『天竺生地　vol.2』[109]（2023年1月28日、バルスタジオ）
- 『天竺生地　vol.3』[110]（2023年3月4日、バルスタジオ）
- 『ザ・フィクション〜役者が創る夢芝居〜』[111][112]（2023年5月13日、πTOKYO）
- 『天竺生地　vol.4』[113]（2023年5月14日、バルスタジオ）
- 桐田伶音バースデーイベント2023 『れんおぬじゃないよ、れおんぬだよ！』[114]（2023年9月18日、上野Untitled）
- OMNIA Fes 2023[115][116]（2023年9月26日、I’M A SHOW）
- 『俺が初めてスパイだと疑われた日　Ep.01』[117] （2023年9月30日、代々木ミューズホール）
- 『俺が初めてスパイだと疑われた日　Ep.02』[118]（2023年10月21日、高円寺 Studio K）
- 『OMNIA HALLOWEEN PARTY2023』[119][120]（2023年10月29日、音部屋スクエア ）
- BubbLEカレンダー2024-25 発売記念イベント[121][122][123][124]（2024年3月31日、ワイム貸会議室お茶の水）
- テニスの王子様 4thシーズン 青学vs六角 BD/DVD発売記念イベント[125][126][127]（2024年4月6日、関東近郊）
- GAME×ACTOR ゲーム&トークファンミーティングイベント[128][129][130]（2024年7月13日、歌舞伎町Sparkle）
- Koja Nairu presents 「Having Fes」（1部 しゃべくりFES）[131][132][133]（2024年8月18日、音部屋スクエア）
- 桐田伶音バースデーイベント2024[134][135][136]（2024年9月21日、ZEAL THEATER SHINJUKU）
- OMNIA 10th Anniversary Live 〜Masquerade〜 2部[137][138](2025年1月27日、I'M A SHOW)

### ライブ（BubbLEとして活動）
2023年
- BubbLE お披露目イベント[139]（3月12日、J-SQUARE SHINAGAWA）
- JOL原宿ミニライブ[140]（3月29日、JOL原宿）
- スタミュ×愛コレ GW SP [141]（5月1日、GOTANDA G6 / G7）
- トーキョークライマックス in 池袋・サンシャインシティ 噴水広場 vol.3 [142]（6月6日、サンシャインシティ）
- JOL原宿 ミニライブ&特典会[143][144]（7月25日、JOL原宿）
- 内龍星&進藤蒼バースデーイベント[145]、BubbLE 1st Mini LIVE「IMPACT」[146][147] （8月13日、CHIC HALL SHIBUYA）
- rock field ULTRA LIVE SEPTEMBER BOYS[148]（9月9日、神田スクエアホール ）
- シンセレmimi 2023[149]（9月14日、Star Lounge）
- メンラボVol.1[150]（9月20日、赤羽ReNY alpha）
- ALIVE IDOL FES vol.2[151]（9月23日、品川ザ・グランドホール）
- JOL原宿 ミニライブ&特典会[152]（10月5日、JOL原宿）
- 合同フリーイベント[153] （10月6日、越谷レイクタウン光の広場）
- フリーライブ（※特典会のみ）[154]（10月9日、ららぽーとTOKYO-BAY）
- トーキョークライマックス[155] （10月14日、イオンモール幕張新都心）
- 楽遊BOYSフェス[156][157]（11月20日、新宿Key Studio）
- フリーライブ[158][159]（12月9日、ららぽーとTOKYO-BAYハーバー通り かいだん広場）
- フリーライブ[160]（12月17日、立川タクロス 2階イベントスペース）

2024年
- ミニライブ×特典会[161][162]（1月9日、JOL原宿）
- フリーライブ[163]（2月15日、越谷レイクタウンkaze 光の広場）
- ミニライブ&特典会[164][165][166]（2月19日、JOL原宿）
- ALIVE IDOL FES vol.6[167][168][169]（3月7日、横浜1000CLUB）
- ミニライブ&特典会[170][171][172]（3月11日、JOL原宿）
- 愛 Dol Collection Vol.20[173][174]（3月15日、中野坂上S.U.B）
- 楽遊BOYSフェス[175][176]（3月18日、新宿Key Studio）
- シンセレ11周年SP day2[177][178]（3月22日、新宿ReNY）
- INFINITY∞[179][180][181]（3月25日、SHIBUYA DESEO）
- Star Music Live 2024[182][180][181]（3月25日、GOTANDA G7）
- BubbLE 1st Anniversary LIVE & EVENT[183][184]（3月30日、GOTANDA G6）
- シンセレ2024[185][186][187]（4月30日、赤羽ReNY alpha）
- シンセレPresents 〜スタミュ×愛コレGWサーキット SP〜[188][189][190]（5月2日、五反田G6）
- 『MELLOW OUT』[191][192][193]（5月21日、ROPPONGI unravel tokyo）
- シンセレ2024[194][195][196]（5月28日、赤羽ReNY）
- パーチク祭り[197][198][199]（6月4日、五反田G4）
- 『I⭐︎Fes vol.28』[200][201][202]（6月11日、GOTANDA G7）
- シンセレ2024[203][204][205]（6月25日、赤羽ReNY alpha）
- Protea*/BubbLE合同フリーイベント[206][207][208][209]（6月29日、エアポートウォーク名古屋）
- 『トーキョーフラッシュ』[210][211][212]（6月30日、RAD HALL）
- シンセレmini2024[213][214][215]（7月8日、Star Lounge）
- GOODLUXX × D≠LIGHT × BubbLE合同フリーイベント[216][217][218]（7月14日、立川タクロス2Fイベントスペース）
- シンセレ2024[219][220][221]（7月29日、赤羽ReNY alpha）
- フリーライブ[222][223][224]（8月7日、JOL原宿）
- Star Music Live mini 2024[225][226][227]（8月9日、五反田G6）
- 『シンセレSUMMER FESTIVAL2024』[228][229][230]（8月14日、お台場R地区 特設ステージ）
- 『トーキョーフラッシュ』[231][232][233]（8月20日、unravel tokyo）
- ALIVE IDOL FES VOL.12[234][235][236]（8月24日、Takara Osaka）
- 内龍星・進藤蒼 バースデーイベント2024、2nd mini Live「バッチグーGO!」[237][238][239]（8月25日、新宿DHNoA）
- シンセレmini2024[240][241][242]（9月9日、Star Lounge）
- Star Music Live2024[243][244][245]（9月24日、新宿五反田G7）
- 『SHIZUOKA LIVE FES vol.1』[246][247][248]（10月19日、静岡ARTIE ART Garden野外ステージ）
- 『トーキョーフラッシュ』[249][250][251]（10月25日、K-Stage O!）
- 『GOTANDA G2 -2MAN LIVE-』[252][253][254]（11月7日、GOTANDA G2）
- BubbLE 2MAN LIVE 『BubbLE DoubLES Vol.1』[255][256][257]（12月18日、新宿planet planet）

2025年
- BubbLE/ONE-WISH /5IN/AVVKE 合同フリーイベント[258][259][260]（1月21日、越谷レイクタウンkaze 光の広場）
- BubbLE 2MAN LIVE 『BubbLE DoubLES Vol.2』[261][262][263]（1月22日、新宿planet planet）
- 『トーキョーフラッシュ』[264][265][266]（2月21日、RADHALL）
- 合同フリーイベント[264][267][268]（2月22日、豊田合成リンク特設ステージ）
- 合同フリーイベント ミニライブ＆特典会[264][269][270][271]（2月23日、イオンモール大高）
- Protea*主催「まるてぃぱ＊」[272][273][274]（2月25日、Studio Freedom）
- 『PIW Fes Vol.6』[275][276][277]（3月3日、五反田）
- 『トーキョークライマックス』[278][279][280][281]（3月8日 - 3月9日、クイーンズスクエア横浜 クイーンズサークル）
- BubbLE Last Live〜Curtain Call〜[282][283][284]（3月13日、K-STAGE O!）

### ライブ（NOCTARISMとして活動）
2025年
- NOCTARISM Debut LIVE[285][286][287]（7月19日、SHIBUYA FOWS）
- バラッチェFESTIVAL Vol.5[288][289][290]（7月27日、KMAパラダイスホール(国立音楽院)）
- 禁断学校！交換留学スペシャル！[291][292][293]（8月1日、五反田G4）
- 『トーキョークライマックス』[294][295]（8月2日、心斎橋SUNHALL）
- 『トーキョークライマックス』[296][297][298]（8月3日、ヨドバシカメラマルチメディア梅田 2Fリンクス広場）
- 『100STARS主催「逆に宣伝させてくれませんか？」』[299][300][301]（8月3日、ヨドバシカメラマルチメディア梅田 2Fリンクス広場）

### ウェブドラマ
- 『恋、しよう』（2022年7月28日 - 、全4回、WebメディアEmo!miu YouTubeチャンネル） - 拓海 役[302]

### モデル
- 原宿駅広告看板WEGOコラボ[303] 掲載（2018年3月26日 - 4月1日）

- 渋谷駅広告看板RAGEBLUEコラボ 掲載（2018年5月28日 - 6月3日）

- ユニクロ WEB広告チラシ 掲載

- 相席屋 WEBイメージモデル 掲載

- ヒマラヤ WEBモデル 掲載

- 『FINEBOYS』（日之出出版）2019年7月号 掲載
- ZOZOTOWN WEBモデル 2022年12月 掲載[304][305]

### ミュージック・ビデオ
- かしわ 「poster」[306]
- NOCTARISM「マボロシ」

### 雑誌
- 『ジャンプSQ.』 (集英社) 2023年７月特大号 インタビュー掲載[307]
- 『Next Stars vol.4』（株式会社ジーオーティー） 2024年5月31日発売 裏表紙、特製ピンナップ掲載[308][309]